# آلپ استرالیا
آلپ استرالیا نام رشته کوهی است در کشور استرالیا. این رشته کوه در جنوب ایالت نیو ساوت ولز و شرق ایالت ویکتوریا قرار دارد و بخشی از رشته کوههای بزرگ جداکننده در شرق استرالیا می‌باشد.
آلپ استرالیا بلندترین کوهستان این کشور است و بخشی از آن با نام کوههای برفی، تنها کوه‌های بالای دو هزار متر در استرالیا می‌باشند. چکاد (قلّه) کوزیسکو در این رشته کوه قرار گرفته است که با ۲۲۲۸ متر ارتفاع، بلندترین قله سرزمین اصلی استرالیا می‌باشد.

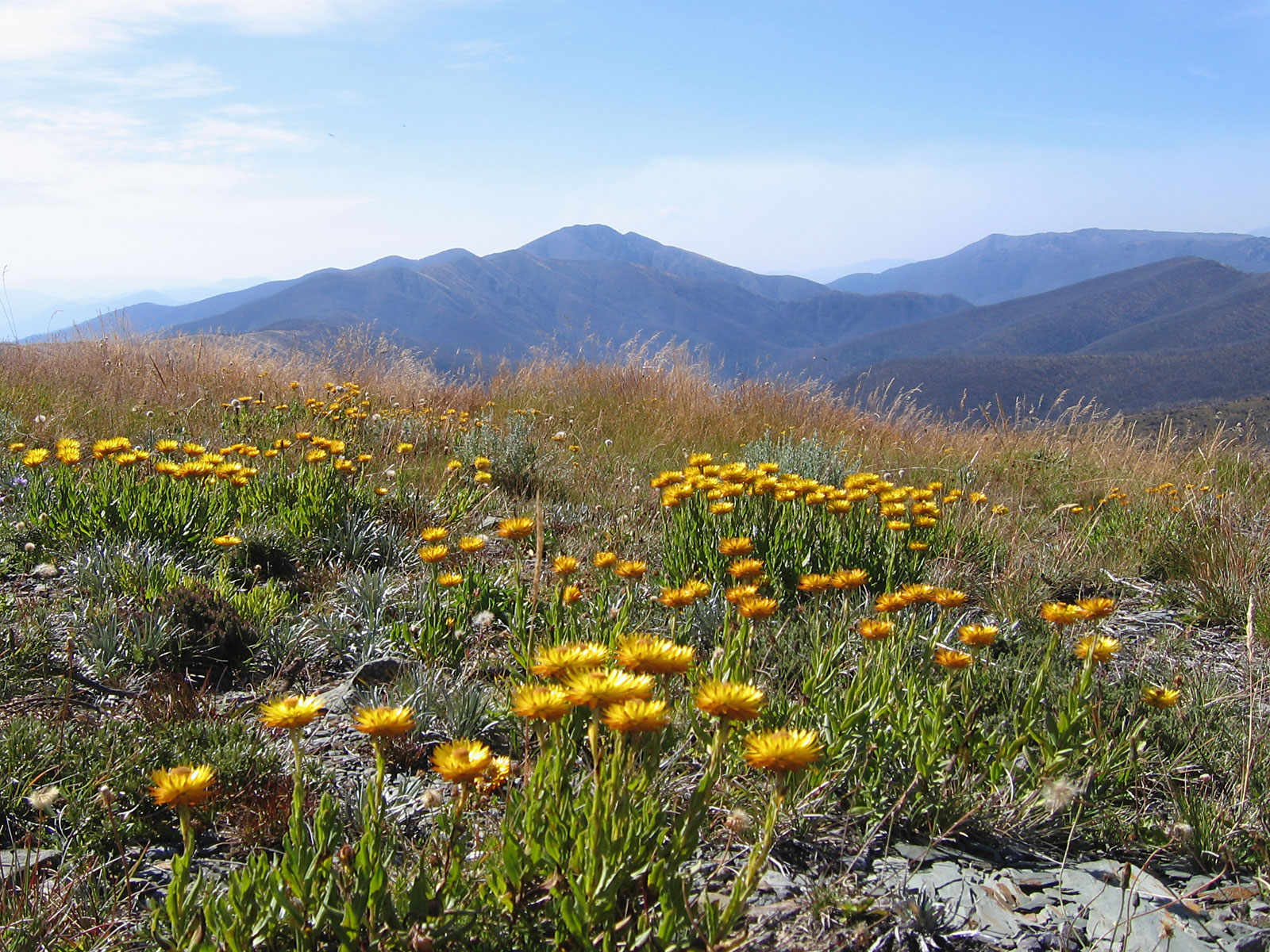